# Contabilità finanziaria
La contabilità finanziaria, detta anche accounting finanziario o contabilità aziendale (in inglese: financial accounting, detto anche corporate accounting o financial reporting), è un campo della contabilità, ovvero l'attività di rilevare/misurare, registrare per iscritto e comunicare tramite dei rapporti finanziari le informazioni su un'entità che svolge attività (anche) economiche, tale per cui si spendono, investono, si finanziano a debito o a equity, guadagnano e perdono; la contabilità finanziaria si riferisce per la precisione alle aziende/società di qualunque tipo.
Questo campo ha svariati collegamenti con l'analisi di bilancio e l'analisi finanziaria (in particolare, la company valuation). Altri collegamenti sorgono con la finanza d'impresa, siccome si occupa in primis della raccolta di finanziamenti di una società alla nascita e durante il corso della sua esistenza e questi finanziamenti impattano sui dati del foglio di bilancio. L'analisi di bilancio non va confusa con la valutazione d'azienda, cioè il calcolo del valore di un'azienda, tipicamente in contesto d'acquisto da parte di un'altra azienda.

## Introduzione alla contabilità finanziaria e legami con l'analisi finanziaria
Mentre la contabilità nazionale/statale si riferisce alla misurazione di tali attività intraprese da Stati o simili (e.g. entità sovranazionali come l'Unione Europea), l'accounting finanziario è la seconda macro-area della contabilità/accounting e si riferisce a tali attività intraprese dalle aziende, a prescindere dalla forma giuridica che assumono (e.g. società per azioni, società a responsabilità limitata, limited partnership ecc.) e dalla loro grandezza (micro-imprese startup classificate come nano-cap, piccole e medie imprese PMI, grandi imprese anche multinazionali e internazionalizzate). La terza è la contabilità fiscale (tax accounting) per calcolare quali e quante tasse da pagare ai vari creditori e gli eventuali sgravi fiscali e esenzioni in base alle leggi o al fatto che si opera in un'area speciale; questa branca ha dei collegamenti con il diritto tributario (tax law), diverso per ogni nazione, e con il diritto doganale siccome delle tasse si pagano durante l'export e import di prodotti a eccezione delle aree di libero scambio e unioni doganali. L'ultima grande area è l'accounting riferito alle attività di business nell'immediato/giornaliere (management accounting e cost accounting).
L'accounting finanziario si cristallizza in degli standard contabili (accounting standards), esattamente come avviene per la contabilità nazionale. Ogni nazione ha il suo standard: per esempio, gli Stati Uniti usano i GAAP, Generally Accepted Accounting Principles. Ma esiste anche uno standard internazionale dello IFRS, International Financial Reporting Standards, molto usati in Europa e Giappone e rilasciati dalla International Accounting Standards Board (IASB). Esistono comunque dei concetti che sono comuni a tutti gli standard contabili aziendali e formano la base della contabilità come attività e materia di studio.
L'accounting finanziario è studiato in primis dai contabili d'azienda (financial accounting manager). Dopodiché, è studiato dai direttori finanziari delle aziende (Chief Financial Officer, CFO) siccome la corporate finance/finanza aziendale ha molti argomenti collegati con l'accounting finanziario. Dopodiché, è studiato da coloro che si occupano di quotazioni in borsa e diritto societario (corporate law), siccome i regolamenti di borsa impongono delle regole da seguire nel momento in cui ci si quota in borsa e in più questa fonte secondaria e ancillare contribuisce a formare la stessa corporate law. Dopodiché viene studiato dagli investitori in una società, a prescindere che siano singoli azionisti, angel investor, manager di fondi (e.g. fondi di private equity come i fondi di venture capital, hedge fund e fondi di fondi), manager e soci di altre società (banche incluse) che desiderano diventare azionisti e obbligazionisti e gli uomini di Stato siccome anche lo Stato può partecipare finanziariamente alle società. Poi, viene studiato dai revisori dei bilanci, che lavorano nelle agenzie di audit/revisione per capire se i bilanci sono veritieri e scritti a regola d'arte secondo gli standard.
Gli ultimi quattro tipici studiosi di accounting sono le banche in qualità non di azionisti, ma di prestatori di denaro, i singoli imprenditori e i manager non in qualità di azionisti, ma di venditori e creditori e tutti gli obbligazionisti (singoli, manager di fondi, società e lo Stato) e infine i factor, cioè coloro che offrono i servizi di factoring/recupero crediti: tutti questi quattro soggetti, siccome in questi contesti diventano creditori (con prestiti, con vendite, con obbligazioni), devono capire se la società in cui investe è solvente nell'immediato o in un futuro più o meno lontano per ripagare il debito con interessi, l'obbligazione con interessi alla data di scadenza (maturity date) o se pagherà la fornitura di beni e servizi (sia in contesto nazionale che internazionale, cioè di export) o se ha qualche bene/asset da aggredire per soddisfare il credito.
Quindi, quando si investe o si diventa creditori, bisogna conoscere le basi di accounting generale e aziendale, sapere quali sono i report finanziari fondamentali e sapere reperire, consultare, capire e interpretare questi rapporti con tutti i loro dati (la conoscenza più avanzata si spinge agli standard contabili, agli statuti di borsa a tale merito e ai calcoli matematici, che comunque non coinvolgono la matematica avanzatissima che si usa per esempio in fisica moderna). In sintesi, l'accounting finanziario si affianca alla pratica/prassi detta analisi di bilancio e analisi finanziaria/financial analysis, di cui esistono varie trattazioni a uso e consumo di potenziali investitori e creditori. L'analisi di bilancio e l'analisi finanziaria possono coincidere, ma il secondo termine è più generico perché può riferirsi non solo al bilancio e all'intera compagnia (company valuation, che per esempio comprende la ratios analysis) ma anche ai progetti e ai budget per capire se sono fattibili e sufficienti e se il decision-making in corporate finance è migliorabile; se riferito al bilancio, si usa per capire la solvenza o meno di una company in cui si investe o a cui si vendono prodotti e servizi.

## Introduzione ai report finanziari, all'audit e all'information disclosure
Il report finanziario fondamentale per un'azienda/società è il foglio di bilancio, detto anche bilancio d'esercizio (riferito all'esercizio delle attività di business a scopo di lucro o non-profit, e.g. produrre succo d’arancia da vendere o sconfiggere la povertà in Africa), in inglese “balance sheet”. Di solito, un'azienda deve produrne uno ogni anno (la scansione dei periodi tra un foglio e l’altro si dicono “periodi fiscali”, fiscal periods), ma se è quotata in una borsa deve presentarlo trimestralmente, ragion per cui si chiama “quarterly financial report”. In più, siccome la borsa è un mercato pubblico aperto alla pletora mondiale di investitori (azionisti, obbligazionisti e acquirenti di derivati), il bilancio trimestrale va controllato/revisionato ogni volta da una società di audit prima del rilascio. Nel foglio di bilancio sono presenti molte informazioni finanziarie sulla società che vengono presentate al pubblico per motivi di information disclosure: senza questo regime stabilito per legge (e non per vincoli contrattuali), gli investitori non conoscerebbero questi dati, non investirebbero per l'alto rischio o investirebbero ma pretendendo degli interessi molto alti a causa del rischio alto oppure, come ultimo caso, investirebbero davvero poco. Il foglio di bilancio si affianca allo statuto sociale o “articoli di associazione” (charter, constitution, articles of association) riguardo all’information disclosure, siccome attraverso di esso si capisce la ragione sociale (il nome della company e la sua forma giuridica, e.g. società per azioni, a responsabilità limitata, per accomandita per azioni e per accomandita semplice se si tratta di società che gestiscono fondi di investimento ecc.), l’oggetto sociale (di cosa si occupa), la sede legale e fiscale, la forma di corporate governance, il capitale sociale/capitale di rischio iniziale, la data di fondazione, ecc. Per esempio, un investitore o creditore sa quanto rischia in base alla presenza o meno dell’autonomia patrimoniale e sa se la società è o meno una persona giuridica; se è azionista e desidera votare, sa in cosa può votare, in cosa può avere iniziativa, quanto potere ha sui manager ecc. Gli statuti sociali in Italia sono depositati nelle varie Camere di Commercio e sono liberamente consultabili anche online.
Quanto invece al foglio di bilancio, può essere liberamente consultabile in primis dal sito internet della stessa azienda insieme a altre informazioni (e.g. i report di attività di responsabilità sociale d’impresa e la missione aziendale). Esso può essere revisionato da un'agenzia di audit. Se revisionato, l'attendibilità è molto più alta: l'accounting manager infatti potrebbe commettere delle frodi contabili, per esempio potrebbe nascondere/distrarre dei beni dai creditori o potrebbe inventarsi di avere degli asset che in realtà non possiede. Queste frodi contabili portano, per esempio, alla bancarotta fraudolenta per non pagare i creditori o crea dei grandi scandali societari, per esempio il crac Parmalat e il collasso della Enron. In quest'ultimo, era forse coinvolta pure la stessa società di audit, la Arthur Andersen, poi fallita per la perdita di credibilità. In altri casi, quando i manager pensano che una frode sia scoperta, possono distruggere o occultare i libri contabili (o "scritture contabili"), a sua volta un reato. Siccome le startup sono soggette a standard più leggeri e vaghi rispetto alle grandi corporation e non necessariamente si accollano i costi di farsi revisionare i bilanci dalle agenzie di audit, gli investimenti di seed capital (sostanzialmente private equity) degli angel investor che comprano azioni di meno di 5$ (penny stock) di queste aziende sono più rischiosi. Una seconda garanzia oltre alla revisione dell'agenzia di audit è la valutazione dell'agenzia di rating nei confronti delle obbligazioni dell'azienda e/o dell'intera azienda stessa sulla base dei suoi asset e del suo andamento economico. I bilanci indicano le informazioni finanziarie di un'azienda nel momento t ma, se si consultano più bilanci, si può rilevare l'andamento nel corso per esempio degli ultimi trimestri o degli ultimi anni. Il foglio di bilancio si dice "consolidato" se una società è una holding/controllante, cioè se controlla delle società in cui partecipa e tale per cui forma un gruppo societario o "rete di società", che si possono immaginare come un grappolo: il picciolo è la controllante, mentre i chicchi sono le società controllate. Lo stesso avviene se una società madre crea delle società figlie tramite scissione e le assegna dei beni e debiti (le leggi del diritto societario prevengono in questi casi gli opportunismi).
Report 
Di tutti i report finanziari (financial reports/statements), il foglio di bilancio è uno dei principali. Il secondo è l'Income Statement, mentre il terzo è lo Statement of Cash Flow. Questa triade di report può essere inclusa in altri due report: il primo, piuttosto vasto, ha però una cadenza annuale e si chiama 10-K; in alternativa, si allegano all'Annual Report, anch'esso annuale e comprendente la lettera del CEO agli azionisti. Il sesto e settimo report finanziario sono l'8-K report e il 10-Q report.

## L'ordinamento statunitense: il 10-K report, l'8-K report e 10-Q report
Il "10-K report to shareholders" è un altro report finanziario (anche se non fa parte della triade fondamentale) di grandi dimensioni e pieno di informazioni che spiega delle particolari informazioni su una società quotata in borsa agli azionisti.
Per la precisione, il 10-K parla della storia della società, della sua struttura organizzativa (corporate governance, per capire come sono allocati i poteri decisionali e gestionali), gli earnings per share (letteralmente "guadagni per azione"), le società sussidiarie, la paga dei top executive e altri dati ancora. Questa enorme vastità di informazioni negli Stati Uniti viene richiesta dalla Security and Exchange Commission per un regime di information disclosure di cui gli investitori attuali o potenziali possono beneficiare parecchio. Le cinque sezioni che lo compongono sono: business (spiega bene l'oggetto sociale), risk factors (spiega i rischi che la società deve affrontare nel futuro), selected financial data (presi dagli ultimi 5 anni per mostrare la performance recente), management's discussion and analysis of financial condition and results of operations MD&A (illustra i risultati nel business nell'ultimo anno fiscale) e financial statements and supplementary data (raggruppa insieme il foglio di bilancio, l'income statement e il cash flow statement, che comunque sono anche consultabili e scaricabili a sé; siccome sono società quotate in borsa, questi report finanziari sono sottoposti alla revisione delle agenzie di audit). Tutto il 10-K viene preceduto da una lettera del CEO e del CFO in cui si giura che i dati sono veritieri.
Il 10-K Report è liberamente consultabile e scaricabile dai siti web delle stesse società, tipicamente in una sezione ad hoc detta "Investor Relations". Siccome una sua copia va consegnata alla SEC, si può trovare anche in un database della SEC detto "EDGAR", Electronic Data Gathering, Analysis and Retrieval.
Il 10-K non va confuso con l'8-K e il 10-Q, che la SEC comunque prescrive per le società quotate. Il 10-Q è trimestrale ma si rilascia tre volte l'anno, non serve che sia revisionato e illustra le posizioni finanziarie della società. L'8-K si produce se la società sta compiendo una grande transazione, per esempio acquisizioni, grandi vendite di asset, la disiscrizione dalla borsa (delisting), il mancato raggiungimento degli standard per quotarsi (listing standards), le elezioni dei top executive, le dimissioni di un top executive, grandi cambi nel controllo della società da parte degli azionisti, degli emendamenti dello statuto sociale, la dichiarazione di bancarotta e simili grandi eventi. Con questa disclosure, peraltro si evita il rischio di praticare il reato di insider trading. Quanto agli altri documenti richiesti (non tutti corrispondono tra un ordinamento e l'altro) sono il Registration Statement prima di emettere delle azioni in borsa e il Form 3 e 4, che illustrano le caratteristiche dell'azionariato, cioè delle informazioni sul possesso della società (ownership information), e il Form 5 per informazioni extra non presenti nel Form 4.

## Introduzione all'ordinamento italiano
Le scritture contabili sono obbligatorie per gli imprenditori secondo il codice civile (normativa civilistica) e le norme fiscali (DPR n. 633/1972 e DPR n. 600/1973), eccetto per i piccoli imprenditori (e.g. piccoli commercianti e artigiani). Pertanto, le scritture di base devono essere prodotte dalle società soggette a IRES (S.p.A, S.r.l., società in accomandita per azioni S.a.p.a., le società cooperative e di mutua assicurazione) e anche i trust residenti in Italia e che operano attività commerciali e altri soggetti ancora. Queste scritture servono per motivi di information disclosure o per fruire di agevolazioni e incentivi, siccome serve produrre i dati che indicano come un'azienda rispetti i requisiti necessari, per esempio.
Le due scritture base sono il libro giornale e il libro degli inventari, mentre tutte le altre variano in base alla forma giuridica dell'impresa (e.g. società per azioni VS società a responsabilità limitata) e alle sue dimensioni (e.g. micro-imprese startup VS piccole e medie imprese PMI VS grandi imprese). Pertanto, la lista completa è:
- libro giornale (obbligatorio a priori): indica giorno per giorno (o entro 60 giorni dall'operazione) le singole operazioni legate al business affiancate dalla data completa, dalla descrizione dell'operazione e dall'importo;
- libro degli inventari (obbligatorio a priori): si redige per la prima volta quando la società viene costituita e all'interno viene segnalato solo il capitale sociale/capitale di rischio totale. Viene poi prodotto al termine di ogni periodo amministrativo e segnala l’inventario iniziale, lo stato patrimoniale, il conto economico, la nota integrativa e il rendiconto finanziario (richiesto dal decreto legge n. 139 del 2015). L'inventario in particolare va sottoscritto dal proprietario/titolare della società o dal suo più alto rappresentante (e.g. l'amministratore unico o il Presidente del Consiglio di Amministrazione CDA), mentre tutte le altre parti messe insieme formano il bilancio d'esercizio o foglio di bilancio. Il rendiconto finanziario è l'analogo dello Statement of Cash Flow statunitense, che però è un documento a sé;
- libro delle scritture ausiliarie (o "mastro dei conti"): è composto da tante schede quanti sono i conti dell'azienda e in esse è riportata la cronologia dei movimenti di ogni singolo conto.
- registro dei beni ammortizzabili o "libro dei cespiti" (ma, se l'azienda è soggetta a contabilità ordinaria/non-semplificata, l'ammortizzazione si può segnalare nel libro degli inventari o nel libro giornale; se è soggetta a contabilità semplificata perché rispecchia i criteri, essa si può segnalare nei registri IVA): in esso sono elencati tutti i beni posseduti dall'azienda, l'anno di acquisto/acquisizione, il costo originario, le rivalutazione o svalutazioni (questi beni infatti nel lungo termine sono soggetti a deprezzamento per l'usura o per le oscillazioni del prezzo di mercato), il fondo di ammortamento nella misura raggiunta al termine del periodo d’imposta precedente (il "periodo d'imposta" è il periodo nel quale si devono pagare le tasse e simili), il coefficiente di ammortamento praticato nel periodo d’imposta, la quota annuale di ammortamento e le eliminazioni dal processo produttivo.
- registro delle scritture ausiliarie di magazzino: vale solo per la contabilità ordinaria relativa a imprese che generano ricavi superiori a poco più di cinque milioni di euro per esercizio e contemporaneamente hanno rimanenze finali superiori a poco più di un milione di euro: dal secondo esercizio, devono produrre questo registro. Non vale per le aziende che usano la contabilità semplificata o che tengono il registro di carico-scarico. Infatti, il registro in questione indica le variazioni nel magazzino.
- registri IVA (relativa a vendite e acquisti; l'Imposta sul valore aggiunto è l'analogo della Value Added Tax VAT inglese e simili ed è applicata in tutti i paesi dell'Unione Europea e in alcuni altri paesi del mondo. Tra le eccezioni notevoli si contano gli Stati Uniti): in Italia, dal 2011 l'IVA è pari al 22% con delle eccezioni, e.g. il 4% per i beni di prima necessità e i libri e il 10% per le opere di recupero edilizio. I registri IVA sono ancora utilizzati solo dalle aziende che non emettono e ricevono le fatture elettroniche (Legge n. 96/2018);
- libri sociali: vedi avanti.

Altri libri contabili possono essere richiesti a aziende/società che operano in precisi settori, per esempio alle banche. Tutti gli esemplari originali delle lettere, telegrammi e fatture commerciali ricevute e spedite. I libri vanno numerati pagina per pagina e alcuni in particolare vanno bollati ogni 100 pagine dall'ufficio del Registro delle Imprese (a cui si inviano) o da un notaio (ma le bollature possono anche essere virtuali); se si richiede all'ufficio del Registro delle Imprese, si pagano anche i diritti di segreteria. Possono essere documenti analogici conservati in modo tradizionale o essere documenti digitali/paperless. Il libro giornale e il libro degli inventari non vanno bollati.
I libri sociali, che sporadicamente contengono delle informazioni finanziarie, cambiano a loro volta in base al tipo di società. Per esempio, le società per azioni e le società cooperative, in base al codice civile, deve produrre e conservare: il libro dei soci, il libro delle obbligazioni, il libro delle adunanze e delle deliberazioni delle assemblee (contiene i verbali resi atto pubblico), il libro delle adunanze e delle deliberazioni del consiglio di amministrazione (o del "consiglio di gestione" se la società è impostata su un modello dualistico di corporate governance), il libro delle adunanze e delle deliberazioni del collegio sindacale (cioè il consiglio di sorveglianza se è un organo a sé, sennò si parla di "comitato per il controllo sulla gestione"), il libro delle adunanze e delle deliberazioni del comitato esecutivo (si compila solo se è presente tale comitato), il libro delle adunanze e delle deliberazioni delle assemblee degli obbligazionisti (se non sono mai state emesse obbligazioni, non serve) e il libro degli strumenti finanziari emessi ai sensi art. 2447-sexies c.c.
le S.r.l. devono produrre molti meno libri sociali: il libro dei soci, il libro delle decisioni dei soci, il libro delle decisioni degli amministratori e il libro delle decisioni del collegio sindacale.
Lo stesso vale per i consorzi: il libro dei consorziati, il libro delle adunanze e delle deliberazioni dell'assemblea, il libro delle adunanze e delle deliberazioni dell'organo amministrativo collegiale (se è previsto) e il libro delle adunanze e delle deliberazioni del collegio sindacale (se previsto).
I libri contabili si conservano anche dopo la cancellazione della società dal registro delle imprese per dieci anni.

## Il foglio di bilancio (balance sheet): asset, liability e equity; il caso italiano

### Asset
Quanto alle informazioni nel dettaglio, il foglio di bilancio di base indica gli asset/cèspiti, cioè tutti i beni tangibili e intangibili/immateriali che hanno un valore esprimibile con una valuta, che si possono cedere tramite vendita e che, siccome sono trasformabili in denaro, si dicono "liquidabili", dotati di liquidabilità (non tutti ne hanno e non tutti sono liquidabili alla stessa rapidità). Gli asset sono classificabili in quattro modi e in altrettanti modi sono indicabili nel foglio di bilancio (per la precisione, si indica il loro valore con una valuta):
La prima classe è quella degli asset correnti, cioè le risorse da liquidare/convertire in denaro entro un anno, dunque in un orizzonte temporale di breve termine. Essi sono il denaro, i cash equivalents (come i certificati di deposito/CD bancari), i crediti/accounts receivable (e.g. i pagamenti dei clienti, che nel commercio internazionale possono avvenire anche a 30, 60, 90 giorni dalla spedizione o dall'emissione della fattura commerciale/invoice; nei casi limite, il cliente è insolvente perché effettivamente tale o perché dichiara bancarotta fraudolenta), le spese prepagate (e.g. un pagamento anticipato per coprire i costi di spedizione o assicurazione di merce o per sicurezza) e le scorte/inventory ancora utilizzabili (potrebbero deperire nel tempo). Se un asset corrente si deprezza/svaluta, si registrano sia il costo originale che quello attuale, che può essere deprezzato o addirittura rivalutato (si registra cioè il costo storico/historical cost). Se i crediti non si possono più ricevere in nessun modo a seguito di insolvenza di un creditore (e.g. un cliente), il credito diventa inesigibile e cessa di essere un asset corrente e diventa di fatto una spesa (è come spendere risorse per "donare" beni e servizi che non verranno mai più pagati); la voce apposita si chiama "spese per crediti inesigibili" (bad debt expense). Il bad debt non si può pagare ed è una perdita per il creditore, a differenza di un debito che viene sfruttato per crescere e ripagato al creditore con eventuali interessi; quest'ultimo si può immaginare come "good debt". Il valore degli asset totali si calcola come un'addizione del valore quantificato con una valuta di tutti i suoi componenti detti finora: Current Assets = C (cash) + CE (cash equivalents) + I (inventory) + AR (accounts receivable) + MS (marketable securities) + PE (prepaid expenses) + OLA (other liquid assets); in breve, current assets = C + CE + I + AR + MS + PE + OLA.
La seconda categoria è quella degli asset intangibili.
La terza categoria, che viene considerata come separata dalla seconda e non sovrapposta (non ci sono overlap) è quella degli asset finanziari acquisiti da altre società e stati tramite l'acquisto (quelli emessi e venduti dalla società stessa sono calcolati tra quelli correnti siccome, con la compravendita spedita, sono facilmente cedibili e liquidabili: sono infatti titoli mobiliari e negoziabili, "marketable securities").
La quarta e ultima è quella degli asset fissi o non correnti o "beni capitali" (capital goods): esse sono le risorse a lungo termine e che si utilizzano senza consumarle completamente, e.g. edifici, impianti e capannoni, terre, macchinari, veicoli, mobili e computer. Una celebre sigla per indicarli è PP&E, ovvero "property, plant, and equipment". Le scorte, siccome si usano nel breve termine (anche se ne avanzano e si conservano), non sono asset fissi: cento chili di arance intere per produrre succo sono diversi da un capannone in cui le arance si spremono per produrre succo d'arancia: entrambi si usano ma, mentre i cento chili di arance intere spariscono in pochi giorni, il capannone di base è ancora presente e in piedi dopo dieci anni. Gli asset fissi/non correnti si liquidano meno lentamente (e.g. se si rivende un macchinario), sicuramente non si considerano come liquidabili entro un anno e sono esposti al deprezzamento lungo il tempo in base all'usura, alla mancanza di manutenzione, ai prezzi di mercato e all'innovazione tecnologica. Gli asset correnti non sono deprezzati.
Il lavoro non è un asset. I lavoratori, pur essendo risorse umane (human resources), non sono asset siccome non sono schiavi di proprietà. Le best practice e il know-how di un'azienda, pur creando valore aggiunto e pur essendo capitalizzabili e spendibili, non sono asset.
In sintesi, in base alla comune classificazione nei fogli di bilancio, gli asset formanti il capitale sociale/capitale di rischio si possono riordinare in quattro categorie:
- Asset correnti (current assets), inclusi i prodotti finanziari emessi
- Asset fissi/non correnti o "beni capitali" (fixed/noncurrent assets, PP&E) di cui si calcola il deprezzamento
- Asset intangibili (intangible assets) ma non finanziari
- Asset finanziari (financial asset) di altre società o stati.

Il successo e la solvenza della società non si osserva in base al numero di asset, siccome potrebbe avere molti asset ma moltissimi debiti con gli asset posti a garanzia o aggredibili dai creditori in caso di insolvenza.
Nel corso della sua vita, un'azienda ha bisogno di finanziarsi per svolgere le sue attività e ingrandirsi e questo tema è uno dei cardini della corporate finance, che a sua volta ha dei legami con l'accounting finanziario siccome dei concetti sono comuni e le scelte finanziarie si abbattono sul bilancio e dunque sull'accounting e viceversa, il bilancio rispecchia (anche) le scelte finanziarie dell'azienda. Le corporation si finanziano in due modi: finanziamento tramite debito (debt financing) e non tramite debito, ovvero tramite equity nel mercato pubblico o privato dell'equity (private/public equity financing). Il primo tipo di finanziamento avviene tramite l'emissione di corporate bond comprati dagli obbligazionisti societari (persone fisiche o anche altre società e banche che desiderano guadagnare) o tramite i prestiti in banca. In entrambi i casi, i soldi sono da restituire interamente e maggiorati di interessi; in caso di mancato pagamento, scattano anche gli interessi di mora. Se l'insolvenza è prolungata, non ci sono asset per soddisfare il credito e il credito non si rinegozia con i creditori (è possibile se i creditori sono pochi e hanno interessi omogenei), scatta la liquidazione della compagnia (l'insolvenza/bancarotta non è necessariamente seguita dalla liquidazione in cui, come dice il nome, tramite la vendita di beni all'asta, si mutano in denaro preso dalle banche e in seguito da tutti gli altri creditori che non hanno il diritto di precedenza/prelazione). Se ci si finanzia non a debito, si emettono azioni comprate poi dai soci azionisti (in base a quanto denaro forniscono, hanno diritto alla distribuzione dei profitti sotto forma di dividendi: se un azionista versa il 20% del capitale sociale, ha diritto al 20% dei profitti per principio plutocratico).
Ebbene, se si raccolgono finanziamenti tramite debito o tramite equity, a prescindere il totale degli asset aumenta perché si ottengono soldi freschi. Gli investimenti fanno ottenere asset tramite lo scambio di denaro, a sua volta asset: e.g. 100$ di asset sono spesi in una spremi-arance industriale del valore di 100$. Il totale di asset, se è molto alto e contemporaneamente si possiedono pochi debiti (è denaro in uscita), rende la compagnia attraente siccome di base è solvente. Pertanto, ha una grande capacità di indebitarsi, cioè accumulare gravame sugli asset, cioè accumulare liability.

### Liability
Le liability, sono il debito totale che si accumula. Se si accumulano le liability, gli asset totali aumentano ma alcuni cessano di essere liberi da gravame. Siccome questi asset sono messi a garanzia e in più il capitale raccolto tramite debito (che è un asset) deve essere restituito con interessi, osservare se una compagnia è finanziariamente in salute (healthy) solo tramite gli asset è insufficiente. In più, un'azienda con troppi asset potrebbe notare che il capitale sociale è esuberante rispetto all'oggetto sociale perseguito (e.g. guadagnare dalla vendita di succo d'arancia). Pertanto, nel preciso caso in cui abbiano raccolto troppo denaro tramite equity, i soldi possono essere restituiti agli azionisti (ritiro dell'investimento/withdrawal of investment) in modo tale da abbassare il capitale sociale (a volte, queste diminuzioni possono avere uno scopo fraudolento verso i creditori e le diminuzioni oltre una soglia critica non sono permesse). Comunque, i soldi presi a debito sono finanziamenti per le attività di business (e.g. acquistare macchinari e materie prime per produrre succo d'arancia) e, tramite il loro successo (misurato in ricavato tale per cui si ricoprono i costi e si generano anche profitti/utili), vengono ripagati. La strategia di usare il debt financing per svolgere le attività di business con lo scopo di ottenere più profitti e di espandersi viene detta "utilizzo/sfruttamento della leva finanziaria" (financial leverage); essa è anche un indicatore: leva = (EBIT + costi fissi)/EBIT, dove la sigla EBIT indica gli Earnings Before Interest and Taxes (risultato ante oneri finanziari) e il risultato è maggiore o uguale a 1: se superiore a 2, l'azienda è troppo indebitata. Gli interessi sul debito di banche e obbligazionisti/bondholder sono stabiliti dal mercato e anche dalla rischiosità dell'azienda: se il rischio aumenta, gli interessi aumentano. Pertanto, per i creditori che non sono troppo avversi al rischio e/o a cui piace speculare, ciò rappresenta un guadagno, ma per la società, degli alti interessi portano a un aumento del costo del debito (vanno ripagati). In più, le obbligazioni con un rating bassissimo, degli interessi/guadagni promessi altissimi ma un rischio di perdita anche integrale del capitale investito altissima si dicono junk-bond, cioè "bond spazzatura" e sono responsabili di ingenti perdite. Le liability delle società sono classificabili in vari tipi.
Il primo tipo è il mutuo o "prestito in banca" con tasso di interessi sul mutuo (bank loan).
Il secondo tipo è il "mortgage" (pronuncia approssimata "mòrtgheidg"), che è sempre un mutuo ma, perlomeno nei paesi anglosassoni, si distingue dal prestito/loan perché quest'ultimo è generico e vi si può mettere a garanzia qualunque asset, mentre nel mortgage si mette come garanzia una proprietà immobiliare (real estate property), tipicamente un edificio o un terreno.
Il terzo tipo è l'obbligazione societaria con tasso di interessi (corporate bond).
Il quarto tipo è il pagamento immediato o nel brevissimo termine di beni e servizi forniti, e.g. fornitura di merce, fornitura di servizi di assicurazione, servizi di installazione e manutenzione di macchinari, fornitura di acqua, luce, gas (ovvero le "tre utenze") e materie prime, servizi di spedizione merce, servizi di produzione di certificati sanitari o fitosanitari o d'origine e altri documenti richiesti per l'export e import, affitto di edifici e terreni, canone del leasing, royalties del franchising ecc. L'ammontare di questi pagamenti in un momento t si chiama "accounts payable" AP (conto fornitori/conti da pagare). Da questo termine deriva anche il nome del dipartimento in una società che si occupa di gestire tali pagamenti, l'Accounts Payable Department (AP Department). Il pagamento, quando è nel brevissimo termine, si può effettuare non immediatamente per non rischiare di creare buchi enormi nel cash flow. Gli accounts payable sono l'opposto di uno dei componenti degli asset correnti, ovvero gli accounts receivable (AR). Un componente degli AP è, come accennato in precedenza, il pagamento dovuto alla fornitura di scorte (inventory, per esempio le materie prime/raw materials, che spesso sono commodity); a volte, questo preciso componente degli AP viene chiamato con un nome ad hoc, "trade payables".
Il quinto tipo sono i pagamenti "differiti/dilazionati" (deferred revenues) dovuti ai creditori che non sono banche e obbligazionisti, ovvero ai lavoratori, ai fornitori di beni e servizi; per "differiti" si intende che non avvengono immediatamente, cioè in anticipo (payment in advance) o poco tempo dopo l'emissione della fattura commerciale (invoice), ma nel breve, medio e lungo termine (nel contesto dell'export e del commercio internazionale, il breve termine è entro un anno e tipicamente avviene a 30, 60, 90 giorni dalla spedizione o dall'emissione della fattura; il medio termine è entro 5 anni; il lungo termine, usato per esempio se si offrono contratti di appalto per costruire grandi impianti e simili, è entro 10 anni e il pagamento può essere milionario). Il credito viene dilazionato siccome sarebbe inesigibile nell'immediato o perché si diminuisce il rischio di insolvenza del compratore o per rendere le proprie offerte vantaggiose e attraenti. A una società, di base conviene accettare crediti dilazionati e/o negoziare una dilazione per questi motivi; se la dilazione fa parte della strategia del venditore, egli potrebbe desiderare dilazionarli. Intuitivamente, la dilazione di molti pagamenti per qualunque venditore però creerebbe dei buchi nel cash flow, siccome per esempio per 90 giorni non si ricevono dei pagamenti (e anche solo 30 giorni potrebbero essere decisivi). Ma questi buchi si possono coprire in più modi, per esempio scontando dei pagamenti nel breve termine (e.g. a 30, 60, 90 giorni) in banca: per esempio, se una cambiale tratta (bill of exchange) indica un pagamento di 1000$ a 30 giorni, la società può "vendere" il titolo di credito in banca (è negoziabile, cioè cedibile tramite vendita e dunque liquidabile), ovvero se lo fa scontare dalla banca: la banca paga 1000$ alla società e dunque, a 30 giorni, il creditore dovrà pagare i 1000$ alla banca e non più alla società. In questo modo, si evita la seconda via, ovvero il farsi dare un prestito da una banca per coprire un buco momentaneo nel cash flow (ma andrà restituito con interessi). La terza via è usare strumenti che (anche) nel breve termine mitigano i rischi di insolvenza del compratore (e.g. cambiale tratta con avallo bancario). Il rendiconto di cassa (cash flow statement) indica l'incremento o diminuzione dell'AP (se aumentano anche solo di poco, vuol dire che sta accumulando questo tipo di debito/liability, anche se sta pagando quelli pregressi; se diminuiscono, la società sta pagando i debiti e non ne sta accumulando altri). L'ammontare totale dell'AP compare invece tra le liability.
Il sesto tipo sono le garanzie (warranties), tale per cui i soldi dell'acquisto del bene sono rimborsati dal produttore se il prodotto non funziona come previsto e si rispettano determinati requisiti (e.g. segnalare il malfunzionamento entro un certo periodo di tempo); questo preciso tipo di garanzia è una liability e, nel caso dei soldi spesi in riparazioni, molte volte va stimata siccome non si conosce il futuro danno.
Il settimo tipo sono le spese maturate/accumulate (accrued expenses/accrued liabilities), cioè i futuri pagamenti. Ma la categoria è diversa dagli accounts payable e dai pagamenti differiti: infatti sono pagamenti stimati siccome la fattura commerciale non è ancora arrivata e/o è disponibile solo il preventivo e non il consuntivo. Nel secondo caso, include le tasse della società da pagare (deferred tax liabilities). Nell'ordinamento italiano, le società devono pagare l'IRES, l'imposta sui redditi societari. Il suo valore si può preventivare in anticipo. Il terzo caso è l'interesse pagato sul mutuo (interest payable). Il quarto caso è costituito dalla paga dei dipendenti, siccome non è stata ancora consegnata e nel mentre dei lavoratori potrebbero licenziarsi/essere licenziati o essere assunti (wages payable). Il quarto caso è l'ammontare totale di dividendi da consegnare agli azionisti (dividends payable). Il quinto caso è costituito dai benefici post-impiego (post-employment benefits), per esempio dei soldi bonus pagati nel momento in cui il lavoratore va in pensione.
In sintesi, in base alla comune classificazione nei fogli di bilancio, le liability si possono riordinare in sette tipi.
- Prestiti in banca (bank loans)
- Prestiti in banca con case e terreni messi a garanzia (mortgages, basati sul real estate)
- Obbligazioni societarie (corporate bonds)
- Conto fornitori/Conti da pagare (accounts payable AP), incluso il conto fornitori di scorte/inventory (trade payables)
- Pagamenti dilazionati/differiti (deferred revenues)
- Garanzie (warranties)
- Spese maturate/accumulate (accrued expenses/accrued liabilities: preventivi, deferred tax liabilities, interest payable, wages payable, dividends payable)

A loro volta, tutte le liability sono classificati in due macro-aree in base all'orizzonte temporale entro il quale sono pagate. Le liability correnti (current liabilities) sono quelle che vengono tipicamente pagate entro un anno (breve termine) e sono tipicamente gli accounts payable e le accrued expenses, mentre le liability nel lungo termine (non-current liabilities, long-term liabilities) sono quelle che vengono pagate dopo un anno (medio e lungo termine). Nel foglio di bilancio, le liability vengono sia assommate (total liabilities) insieme che distinte in queste due categorie. Pertanto, si aggiungono le tre seguenti voci:
- Total liabilities
- Current liabilities
- Non-current/long-term liabilities

L'ultima categoria di liability sono le liability contingenti (contingent liabilities), cioè del gravame legato a un evento futuro potenziale e incerto che non si sa se accadrà e che dettagli avrà. Le due liability contingenti principali sono le garanzie/warranties e le azioni legali pendenti (pending lawsuits), che hanno un costo che aumenta se la società perde (a esse si aggiungono i costi delle alternative dispute resolution ADR).
Siccome gli asset e liability nei fogli di bilancio sono scritti in due colonne separate, questo stile di registrare la contabilità si chiama "double-entry bookkeeping".

### (Shareholders'/Owners') equity
La differenza tra gli asset totali e le liability indica il valore dell'asset libero da gravame, cioè l'equity (o "shareholders' equity" SE o "net asset value" NAV o "book value"; in italiano, il concetto equivalente è quello di "patrimonio netto/capitale netto"). Questo valore si aumenta se intanto che si ricevono profitti si incorre in meno liability o si tengono le liability sempre costanti e in ogni caso si pagano nei tempi prestabiliti quelle esistenti, tale per cui si risparmia e si creano dei guadagni trattenuti (retained earnings), mentre il secondo modo è finanziarsi tramite equity (e non tramite debito: il debito aumenta gli asset siccome la società riceve denaro, ma è denaro da restituire con interessi). Il finanziamento tramite equity si riferisce all'emissione di azioni nei mercati pubblici e regolamentati oppure privati (public/private equity financing); le azioni ripagano gli investitori azionisti tramite la distribuzione di dividendi se le attività hanno successo o tramite la rivendita della partecipazione azionaria se il prezzo dell'azione aumenta (tale per cui si ottiene un guadagno detto "capital gain"). Il totale di denaro/equity raccolto tramite le azioni emesse nei mercati si dice "capitalizzazione azionaria/market cap". L'equity è un valore che oscilla nel tempo, esattamente (dunque) come per gli asset totali e le liability. Se tutti gli asset sono gravati da liability, l'equity è pari a zero. Se l'ammontare delle liability supera il valore degli asset, l'equity è negativa e, per gli investitori, questo è un segnale d'allarme ("red flag"). L'equity assume un valore negativo se si assumono troppi debiti e contemporaneamente ci racimolano ricavi insufficienti, oppure se si soffrono in generale delle perdite ingenti o se vengono pagati larghi dividendi senza allocare bene il denaro in investimenti e pagamento delle liability. Se non si racimola equity tramite azioni o ricavi con profitto/utili delle proprie attività di business, ad un certo punto la società non avrà più denaro per pagare i creditorie e andrà in insolvenza/bancarotta. Se le rinegoziazioni dei crediti sono impossibili o falliscono, va in liquidazione e i creditori si ripagano in base all'equity rimanente, ammesso che ne rimanga, e con il pignoramento e rivendita all'asta dei beni già messi a garanzia. Proprio in questo contesto di liquidazione, l'equity viene detta "book value", cioè il valore come indicato dai libri contabili della società. L'equity si usa come garanzia per futuri debiti, per compiere investimenti relativi alle attività di business e per distribuire i dividendi (ma in dei casi la distribuzione si può sospendere) e ripagare i debiti.

### Equazione fondamentale della contabilità e il NAV per shares
Come già intuito, gli asset, le liability e la shareholders' equity si relazionano, pensano e calcolano con una semplice equazione, Assets = Liabilities + Shareholders’ Equity. 
L'equazione indicata sopra si chiama "equazione fondamentale della contabilità" (fundamental equation of accounting) e, come indica il nome stesso, è una delle basi fondamentali di tutta la contabilità in ogni sua area, inclusa quella aziendale/finanziaria (in macroeconomia e contabilità nazionale, si modifica a livello di nomenclatura in "Assets = Liabilities + National Wealth" e si considerano i tre membri come l'aggregato nazionale del sistema privato e pubblico senza distinzioni di sorta). 
Siccome il valore totale misurato con una valuta degli asset totali di una società in corporate accounting sono la somma di ciò che possiede non a debito e a debito, dalle formule inverse si ricava Shareholders' Equity = Assets - Liabilities (e viceversa) e Liabilities = Assets - Shareholder's Equity (e viceversa). Come già detto in precedenza, un secondo valore oltre all'equity generica è il Net Asset Value NAV = Assets - Intangible Assets - Liabilities. 
L'equazione fondamentale della contabilità permette di capire quanta equity possiede un'azienda e se le liability parecchie se paragonate all'equity, ma non spiega se gli asset sono esuberanti o insufficienti rispetto all'obbiettivo/oggetto sociale e se l'azienda dovrebbe indebitarsi di più per crescere siccome un altissimo livello di equity, un enorme numero di asset e un bassissimo livello di liability non sono necessariamente un segnale positivo.
Se si divide l'equity per il numero di azioni, si ottiene il "NAV per shares": NAV per shares = (Assets - Liabilities)/Total number of outstanding shares. Con questa suddivisione e con il confronto tra il book value e la market cap di una società, si può capire se il prezzo di un'azione è sovrastimato o sottostimato: in particolare, se il book value e la market cap sono sproporzionati perché la market cap è più alta e in più la company è poco o per nulla profittevole, il prezzo dell'azione è sovrastimato (un fenomeno simile si è notato nel periodo della bolla delle dot-com) per esempio per la comunicazione troppo ottimista della compagnia o per un hype degli investitori basato su un ottimismo irrazionale e sull'euforia. Nel caso contrario, o il prezzo è sottostimato o il mercato ha perso la fiducia nella company per un qualunque motivo. La market cap si calcola come il prezzo/valore di mercato di una singola azione moltiplicato il numero di tutte le azioni emesse dalla società, ovvero le outshanding shares: Market cap = Current market price (per share) x Total number of outstanding shares. Comprare azioni sottostimate per guadagnare sulla loro rivalutazione si chiama "value investing" e, per esempio, è una delle strategie di investimento di Warren Buffet.
Una formula simile all'equazione fondamentale della contabilità è quella per calcolare il capitale circolante, ovvero il Working Capital (WC): Working Capital = Current Assets - Current Liabilities. Con questo valore dunque si misura l'efficienza operativa di una società nel breve termine e la sua liquidità sempre nel breve termine. Se le current liabilities sono maggiori dei current assets, la società potrebbe avere problemi siccome non ha sufficiente denaro per ripagare tutti i debiti. Più l'efficacia operativa (operational efficiency) è alta, più la società è capace di gestire le attività e generare ricavi. Un alto working capital non necessariamente è un segnale positivo: infatti, potrebbe essere il segnale di un capitale sociale esuberante rispetto all'oggetto sociale, di spese troppo limitate e insufficienti o di un eccesso di scorte. Se i due componenti della formula del working capital si dividono invece che sottraggono, si ottiene il current ratio, uno dei tassi usati nella ratios analysis: current ratio = Current liabilities/Current assets.

### Corporate tax e il caso italiano e statunitense
Anche le persone giuridiche devono pagare le tasse allo Stato in base al diritto tributario (tax law), pure se ciò non è scritto esplicitamente in nessun contratto e nello statuto sociale. Ogni paese ha la sua tassa sul reddito delle società e la percentuale di denaro da pagare varia da caso a caso. L'ordinamento dipende dal paese in cui la società ha sede legale e fiscale. Siccome si può scegliere liberamente, il fenomeno di scegliere il paese con la tassazione più vantaggiosa in modo selvaggio si chiama "tax shopping" e spinge verso l'elusione fiscale. L'evasione fiscale invece avviene nel momento in cui una società distrae o occulta dei beni da una compagnia per apparire come meno abbiente e pagare meno tasse. Il luogo scelto dalle compagnie per evadere si chiama "paradiso fiscale" (tax haven) e di solito ha delle leggi molto opache sull'information disclosure. Le tasse, in alternativa, si possono abbattere se la società fruisce di un qualche incentivo fiscale e sussidio offerto nel paese in cui ha la residenza (e.g. detrazioni nel campo in cui lavora) e di eccezioni varie oppure trovando delle scappatoie (loopholes) nei testi legali.
In Italia, la corporate tax si chiama IRES (Imposta sui Redditi delle Società), sostituisce l'IRPEG e, al 2021, ha un'aliquota pari al 24% del loro reddito (in Francia, è pari a oltre il 30%). In Italia, l'IRES va pagata tra i vari dalle società per azioni e in accomandita per azioni, dalle società a responsabilità limitata, dalle società cooperative, dalle società di mutua assicurazione, dai trust, consorzi e organismi di investimento collettivo del risparmio (e.g. le società che gestiscono fondi di investimento, ma con eccezioni in base all'art. 73 del Testo Unico delle Imposte sui Redditi TUIR) con sede legale e fiscale in Italia. Anche la societas europaea e la società cooperativa europea con sede in Italia deve pagarla, rispettivamente secondo il regolamento CE n. 2157/2001 e il regolamento CE n. 1453/2003. Anche le società con sede all'estero ma che producono reddito in Italia devono pagare l'IRES sui soli redditi prodotti in Italia come base imponibile su cui applicare l'aliquota del 24%. Di base, una società ha la sede fiscale in Italia non solo se ha la sede legale in Italia (e dunque funziona secondo l'ordinamento italiano per scelta dei fondatori o a seguito di un cambiamento), ma anche se la sede amministrativa è in Italia o se l'oggetto principale della loro attività viene perseguito in Italia (ovvero se le attività relative al core-business indicato come oggetto sociale vengono svolte concretamente in Italia). La base imponibile è l'utile (o perdita) che risulta dall'equivalente dell'Income Statement. La base imponibile e l'aliquota sono messe per iscritto annualmente nella dichiarazione dei redditi per le società detto "modello redditi SC" e inviate telematicamente all'Agenzia delle Entrate tramite il software RedditiOnLine SC, dopodiché si può procedere al pagamento entro il periodo apposito ("periodo d'imposta") tramite modello F24. Un registro contabile usato per pagare l'IRES va conservato per almeno 5 anni. Oltre all'IRES, le S.p.A, S.r.l. e S.a.p.a. pure se in liquidazione devono pagare entro il mese di marzo la tassa annuale sulle concessioni governative per la numerazione e bollatura di libri e registri contabili: se il capitale sociale al 1º gennaio dell'anno a cui si riferisce è più basso di circa mezzo milione di euro, è pari a poco più di 300€, mentre se è più alto di circa mezzo milione, è pari a poco più di 500€.
Negli Stati Uniti, la corporate tax ha un'unica aliquota fissa (flat rate) pari al 21% dei profitti. Il tax rate attuale deriva dalla riforma tributaria di Donald Trump approvata nel dicembre 2017 e in vigore dal 2018, ovvero la Tax Cuts and Jobs Act (TCJA). La TCJA ha abbassato l'aliquota variabile dal 35% massimo al 21% fisso. Anche in tal caso la procedura si può effettuare online e il form da compilare è il Form 1120. Questa legge è federale, quindi si applica a tutti e 50 gli Stati. Secondo i sostenitori di questo taglio delle tasse alle corporation, queste ultime saranno meno incentivate a cambiare la sede fiscale e i quartieri generali (headquarters) per eludere le tasse ("corporate inversion" o "tax inversion") e porteranno più ricchezza nelle casse statali statunitensi. Gli spostamenti avvengono tramite acquisto da parte di un'altra società o tramite fusioni consenzienti.

## Il foglio di bilancio italiano
Il foglio di bilancio in Italia è normato dal codice civile ed è formato da quattro documenti: lo stato patrimoniale, il conto economico, la nota integrativa e il rendiconto finanziario.

### Stato patrimoniale: sezione "attivo"
Lo stato patrimoniale, secondo l'art. 2424 c.c., è diviso in due macro-sezioni (attivo e passivo). L'attivo è composto obbligatoriamente da quattro voci indicate con le lettere maiuscole dell'alfabeto A, B, C, D con sotto-voci indicate con i numeri romani; nella sezione "passivo", se ne trovano fino a 10 di fila (I, II, III, IV, V, VI, VII, VIII, IX, X). A ogni voce corrisponde un valore in euro e, laddove una voce è composta da molte sottovoci molto composite e variegate, è presente anche il valore totale di ogni sottovoce e di tutta la voce (e.g. il valore totale della voce B): 
ATTIVO
- A) Crediti verso soci per versamenti ancora dovuti, con separata indicazione della parte già richiamata
- B) Immobilizzazioni, con separata indicazione di quelle concesse in locazione finanziaria

I - Immobilizzazioni immateriali
1) costi di impianto e di ampliamento
2) costi di sviluppo
3) diritti di brevetto industriale e diritti di utilizzazione delle opere dell'ingegno
4) concessioni, licenze, marchi e diritti simili
5) avviamento
6) immobilizzazioni in corso e acconti
7) altre
Totale: ...€
II - Immobilizzazioni materiali
1) terreni e fabbricati
2) impianti e macchinario
3) attrezzature industriali e commerciali
4) altri beni
5) immobilizzazioni in corso e acconti
Totale: ...€
III - Immobilizzazioni finanziarie, con separata indicazione, per ciascuna voce dei crediti, degli importi esigibili entro l'esercizio successivo
1) partecipazioni in
a) imprese controllate
b) imprese collegate
c) imprese controllanti
d) imprese sottoposte al controllo delle controllanti
d-bis) altre imprese
2) crediti
a) verso imprese controllate
b) verso imprese collegate
c) verso controllanti
d) verso imprese sottoposte al controllo delle controllanti
d-bis) verso altri
3) altri titoli
4) strumenti finanziari derivati attivi
Totale: ...€
Totale immobilizzazioni (B): ...€ <intende il totale di tutta la sezione B>
- C) Attivo circolante

I - Rimanenze
1) materie prime, sussidiarie e di consumo
2) prodotti in corso di lavorazione e semilavorati
3) lavori in corso su ordinazione
4) prodotti finiti e merci
5) acconti
Totale: ...€
II - Crediti, con separata indicazione, per ciascuna voce, degli importi esigibili oltre l'esercizio successivo
1) verso clienti
2) verso imprese controllate
3) verso imprese collegate
4) verso controllanti
5) verso imprese sottoposte al controllo delle controllanti
5-bis) crediti tributari
5-ter) imposte anticipate
5-quater) verso altri
Totale: ...€
III - Attività finanziarie che non costituiscono immobilizzazioni
1) partecipazioni in imprese controllate
2) partecipazioni in imprese collegate
3) partecipazioni in imprese controllanti
3-bis) partecipazioni in imprese sottoposte al controllo delle controllanti
4) altre partecipazioni
5) strumenti finanziari derivati attivi
6) altri titoli
Totale: ...€
IV - Disponibilità liquide
1) depositi bancari e postali
2) assegni
3) danaro e valori in cassa
Totale: ...€
Totale attivo circolante (C): ...€
- D) Ratei e risconti

### Stato patrimoniale: sezione "passivo"
PASSIVO
- A) Patrimonio netto

I - Capitale
II - Riserva da soprapprezzo delle azioni
III - Riserve di rivalutazione
IV - Riserva legale
V - Riserve statutarie
VI - Altre riserve, distintamente indicate
VII - Riserva per operazioni di copertura dei flussi finanziari attesi
VIII - Utili (perdite) portati a nuovo
IX - Utile (perdita) dell'esercizio
X – Riserva negativa per azioni proprie in portafoglio
Totale: ...€
- B) Fondi per rischi e oneri

1) per trattamento di quiescenza e obblighi simili
2) per imposte, anche differite
3) strumenti finanziari derivati passivi
4) altri
Totale: ...€
- C) Trattamento di fine rapporto di lavoro subordinato
- D) Debiti, con separata indicazione, per ciascuna voce, degli importi esigibili oltre l'esercizio successivo

1) obbligazioni
2) obbligazioni convertibili
3) debiti verso soci per finanziamenti
4) debiti verso banche
5) debiti verso altri finanziatori
6) acconti
7) debiti verso fornitori
8) debiti rappresentati da titoli di credito
9) debiti verso imprese controllate
10) debiti verso imprese collegate
11) debiti verso controllanti
11-bis) debiti verso imprese sottoposte al controllo delle controllanti
12) debiti tributari
13) debiti verso istituti di previdenza e di sicurezza sociale
14) altri debiti
Totale: ...€
- E) Ratei e risconti

### Conto economico
Il conto economico, secondo l'art. 2425 c.c., ha la seguente struttura obbligatoria basata su cinque macro-sezioni (A, B, C, D, E) suddivise in 21 parti più piccole indicate con numeri:
- A) Valore della produzione:

1) ricavi delle vendite e delle prestazioni;
2) variazioni delle rimanenze di prodotti in corso di lavorazione, semilavorati e finiti;
3) variazioni dei lavori in corso su ordinazione;
4) incrementi di immobilizzazioni per lavori interni;
5) altri ricavi e proventi, con separata indicazione dei contributi in conto esercizio.
Totale: ...€
- B) Costi della produzione:

6) per materie prime, sussidiarie, di consumo e di merci;
7) per servizi;
8) per godimento di beni di terzi;
9) per il personale:
a) salari e stipendi;
b) oneri sociali;
c) trattamento di fine rapporto;
d) trattamento di quiescenza e simili;
e) altri costi;
10) ammortamenti e svalutazioni:
a) ammortamento delle immobilizzazioni immateriali;
b) ammortamento delle immobilizzazioni materiali;
c) altre svalutazioni delle immobilizzazioni;
d) svalutazioni dei crediti compresi nell'attivo circolante e delle disponibilità liquide;
11) variazioni delle rimanenze di materie prime, sussidiarie, di consumo e merci;
12) accantonamenti per rischi;
13) altri accantonamenti;
14) oneri diversi di gestione.
Totale: ...€
Differenza tra valore e costi della produzione: (A - B).
- C) Proventi e oneri finanziari:

15) proventi da partecipazioni, con separata indicazione di quelli relativi ad imprese controllate e collegate e di quelli relativi a controllanti e a imprese sottoposte al controllo di queste ultime;
16) altri proventi finanziari:
a) da crediti iscritti nelle immobilizzazioni, con separata indicazione di quelli da imprese controllate e collegate e di quelli da controllanti e da imprese sottoposte al controllo di queste ultime;
b) da titoli iscritti nelle immobilizzazioni che non costituiscono partecipazioni;
c) da titoli iscritti nell'attivo circolante che non costituiscono partecipazioni;
d) proventi diversi dai precedenti, con separata indicazione di quelli da imprese controllate e collegate e di quelli da controllanti e da imprese sottoposte al controllo di queste ultime;
17) interessi e altri oneri finanziari, con separata indicazione di quelli verso imprese controllate e collegate e verso controllanti;
17bis) utili e perdite su cambi.
Totale: (15 + 16 – 17 + – 17bis).
- D) Rettifiche di valore di attività e passività finanziarie:

18) rivalutazioni:
a) di partecipazioni;
b) di immobilizzazioni finanziarie che non costituiscono partecipazioni;
c) di titoli iscritti all'attivo circolante che non costituiscono partecipazioni;
d) di strumenti finanziari derivati;
19) svalutazioni:
a) di partecipazioni;
b) di immobilizzazioni finanziarie che non costituiscono partecipazioni;
c) di titoli iscritti nell'attivo circolante che non costituiscono partecipazioni;
d) di strumenti finanziari derivati.
Totale delle rettifiche: (18-19).
- E) Risultato prima delle imposte: (A - B + - C + - D);

20) imposte sul reddito dell'esercizio, correnti, differite e anticipate;
21) utile (perdite) dell'esercizio.

## Basi del flusso di cassa (Cash Flow Statement)
Dopo il foglio di bilancio o bilancio d'esercizio (balance sheet), il secondo report finanziario più importante su tre è il rendiconto di cassa (cash flow statement), mentre il terzo è il conto economico (income statement). Mentre il foglio di bilancio misura il valore degli asset totali e delle liability totali in più sottovoci e permette di ricavare la shareholders' equity in un momento di tempo t, lo statement of cash flow come indica il nome stesso mostra il flusso di cassa/cash flow derivato da tutte le operazioni e transazioni correnti (ongoing operations) in una data finestra temporale. Il cash flow è composto da due valori fondamentali, ovvero le entrate totali (revenues, che formano il flusso in ingresso/inflow) e le uscite totali (expenses, che formano il flusso in uscita/outflow). Le entrate sono i soldi che entrano nella società da versamenti di qualunque tipo (e.g. pagamenti online per comprare azioni, prodotti, asset societari, conferire dividendi derivati dalla partecipazione azionaria o obbligazionaria della società a un'altra società ancora ecc.). Le uscite sono i versamenti di denaro della società a fornitori di beni e servizi, azionisti, obbligazionisti, lo Stato, una parte lesa se si perde una causa legale ecc. 
Le entrate sono generate in tre modi/attività/segmenti: attraverso le operazioni (operations), investimenti (investments) e finanziamenti (financing). 
- Le operazioni correnti generano flusso di casa dalle attività operative (cash flow from operating activities CFO oppure operating cash flow OCF) articolato in ricavi da vendite e spese da acquisti (e.g. vendite di prodotti, acquisto di materie prime e servizi). Delle enormi spese in acquisti non necessariamente sono un pessimo indicatore siccome questi acquisti sono funzionali alle attività di business e a futuri ricavi. Le operazioni in questione fanno capo all'obbiettivo/oggetto sociale o alla sua attività principale (core business): per esempio, se la società si occupa di produrre succo d'arancia, ha a che fare con la produzione e vendita di questo prodotto agroalimentare. Dal cash flow generato dalle attività operative è quindi un punto di riferimento (benchmark) per misurare il successo attuale del core business o si può immaginare il successo futuro delle attività come ritorno sull'investimento (return on investment ROI). Le entrate derivate dalle attività di business, dette "attività operative" (operating activities), vengono dette "operating revenue". A livello matematico, esistono due modi per calcolarlo: il metodo diretto e indiretto (gran parte delle società usa il metodo diretto). Entrambi partono dai dati indicati nell'Income Statement (vedi avanti).

- Gli investimenti generano flusso di cassa dagli investimenti (cash flow from investments CFI) articolato in guadagni e perdite da investimenti (gains & losses). Gli investimenti riguardano gli asset nel lungo termine (property, plant and equipment PP&E) e la compravendita di azioni di altre società a cui si partecipa finanziariamente. Oppure

- Infine, i finanziamenti generano flusso di cassa dai finanziamenti (cash flow from financing CFF) articolato in accumulo di debiti o incremento dell'equity (secondo quanto spiega la corporate finance, dipende se ci si finanzia tramite debito o tramite equity). Se si opta per l'equity financing, le entrate derivano dall'acquisto di azioni, mentre se si opta per il debt financing, le uscite derivano dai mutui e obbligazioni da ripagare con interessi maturati, ma anche dai dividendi pagati agli azionisti e alle azioni ricomprate per il ritiro degli investi (e.g. se la società ritiene che il capitale sociale sia esuberante rispetto all'oggetto sociale).
- Se si aggiunge qualche eventuale flusso di cassa non legato ai tre segmenti principali, si aggiunge in una sezione a sé indicabile come "informazioni supplementari" (Supplemental information).

Sottraendo le uscite alle entrate, si ottiene un valore nullo, positivo o negativo, il net cash flow (flusso di cassa netto), tramite il quale si può capire se la società accumula dei profitti. Se le spese e uscite sono identiche, il ricavato è zero. Se invece le entrate sono superiori alle uscite, significa che la società sta accumulando profitti. Se invece le uscite sono maggiori delle entrate, significa che la società non sta accumulando profitti. Questi tre concetti si possono applicare in macroeconomia e contabilità nazionale anche al bilancio statale, che può essere in pareggio, avanzo o disavanzo. Anche nei tre segmenti del cash flow il flusso di cassa può essere positivo, negativo o nullo (il fatto che il valore sia negativo non è in assoluto un fattore negativo, ma dipende dai contesti). Per esempio, se il cash flow from operations è negativo, significa che si stanno effettuando molte spese per le attività correnti; se il cash flow from investments è negativo, in tal caso è un segnale che l'investimento porta a delle perdite; se il cash flow from financing CFF è negativo, significa che la società sta ripagando molti debiti o sta distribuendo molti dividendi o sta ripagando gli azionisti che ritirano l'investimento (in tal caso, la società riacquista le azioni con piani di shares repurchase/stock buybacks). In ambito del financing, partendo da quanto appena detto e prendendo come sigle CED = Cash inflows from issuing equity or debt, CD = Cash paid as dividends e infine RP = Repurchase of debt and equity, la formula è dunque CFF = CED − (CD + RP). 
Da tutti questi dati affiancati al foglio di bilancio e all'income statement, un qualunque analista può osservare la capacità di generare profitti di una società e il suo fatturato operativo (operational turnover, dove "turnover" significa letteralmente "rotazione"). Questi tre documenti vanno sempre considerati insieme e mai separatamente, altrimenti sorge una decontestualizzazione di fondo. Per esempio, il fatto di avere molti asset e una buona equity non significa che la società è profittevole. Lo Statement of Cash Flow, anche se indica che la società ha un cash flow positivo perché le entrate superano le uscite, da solo non indica ancora che è capace di generare profitti: anche con un cash flow positivo, una società può non realizzare profitti (e.g. se una società non realizza profitti e dunque svende molti asset tale per cui ha grandi entrate, per l'appunto ha grandi entrate, un cash flow positivo ma non realizza/non ha realizzato profitti). Come già accennato, il fatto che abbia un cash flow negativo può anche indicare che sono state effettuate molti investimenti da cui ci si aspetta un ritorno sull'investimento (return on investment ROI), quindi il cash flow negativo non significa necessariamente che la società ha problemi a generare profitti. 

### Contabilità conservativa VS aggressiva
Una macro-differenza tra due stili contabili, a prescindere dagli standard usati, è la differenza tra contabilità conservativa/accrual accounting e contabilità aggressiva/cash basis accounting. Nel primo tipo, che è quello tradizionale, si registrano nel cash flow anche tutte le transazioni non ancora avvenute. Laddove l'accounting si basa solo sulla registrazione nel cash flow transazioni già avvenute, si utilizza uno stile contabile aggressivo e non conservativo. Entrambi gli stili hanno i loro pregi e difetti: lo stile conservativo sottostima i ricavi siccome aggiunge i pagamenti preventivati ma ha proprio l'accortezza di indicare le spese preventivate di cui è stata fatta una stima; lo stile aggressivo sovrastima i ricavi siccome non registra i pagamenti preventivati ma ha il pregio di basarsi solo su quello che è stato effettivamente pagato, senza lanciarsi in stime e preventivi. Gran parte delle aziende quotate in borsa usano la contabilità conservativa.

## Basi del Profit and Loss Statement (P&L Statement) o "Income Statement"
Il terzo report finanziario (financial statement/report) più importante è l'Income Statement, in cui si indica il rendimento/prestazione finanziaria (financial performance) di una società in un periodo specificato e non in un punto temporale t, come succede nel foglio di bilancio. Il suo nome alternativo è "Profit and Loss Statement" oppure "Statement of Revenue and Expense" (altri nomi più rari sono "Statement of Operations" e "Statement of Operating Results"). Dal terzo nome, si notano i termini "entrate" e "uscite", cioè i soldi in ingresso e in uscita da una società ogni volta che si effettuano pagamenti a un portatore d'interessi/stakeholder (e.g. fornitori di beni e servizi, lavoratori, azionisti, obbligazionisti, banche, clienti con garanzie, Stato...). Quanto al nome principale, contiene la parola "income/reddito", che è la base di questo report. Il reddito netto si calcola come la differenza tra come primo membro le entrate e guadagni (revenue and gains) e come secondo membro le uscite totali e perdite (expenses and losses), senza distinzione tra entrate e uscite immediate/con pagamenti a vista oppure credito dilazionato/pagamenti non immediati.
- Revenue indica le entrate/ricavi, che sono sia ricavi operativi che ricavi non-operativi. I primi, come indica il nome, derivano dalle attività di core business della società, per esempio produrre del succo d'arancia. Le seconde arrivano da tutte le altre attività, per esempio dalla partecipazione azionaria e obbligazionaria a un'altra società (se sono investimenti di successo, si ottengono dividendi o il ripagamento del prestito con gli interessi maturati), dagli interessi consegnati da una banca sui soldi depositati in conto o dall'incasso delle royalties nel caso in cui un'altra società stipula un contratto di franchising per sfruttare il marchio brand di questa società, che per esempio è un'azienda produttrice di succo d'arancia famosa in tutto il mondo. Quindi, si fa una distinzione tra attività primarie/core e attività secondarie/non-core: se il core business è comprare beni e servizi per produrre e distribuire succo d'arancia, tutto ciò che non appartiene a questa sfera è un non-core business.
- Alle entrate/revenue si assommano i profitti/gains, cioè l'ulteriore denaro che proviene né da attività operative che non-operative e che accadono raramente, cioè se sono one-time. L'esempio tipico è la vendita di un asset societario come macchinari, veicoli, terre, edifici o società sussidiarie nate da una scissione (si vendono a nuovi titolari vendendo la partecipazione azionaria). Se non fossero one-time, sarebbero confondibili con le attività non operative, che però avvengono con più frequenza e portano a incassi più frequenti.

- Expenses indica le uscite, che sono sia uscite da attività primarie (primary activity expenses) che uscite da attività secondarie (secondary activity expenses). Le prime sono collegate al core business e includono in primis i costi di produzione dei beni venduti (cost of goods sold COGS, basato sulle scorte usate), dei servizi necessari al core business (e.g. il servizio di spedizione e immagazzinamento beni e l'assicurazione della merce ecc.), del totale del deprezzamento beni, delle spese per la ricerca e sviluppo (research and development R&D) e delle spese di vendita + spese generali e amministrative della società (SG&A). Le seconde sono scollegate dal core business e per esempio includono i soldi con interessi ripagati alle banche e agli obbligazionisti. I costi di produzione e le SG&A, se ritenuti eccessivi, si possono abbattere con delle strategie variabili in base al singolo caso.
- Alle uscite/expenses si assommano le perdite/losses, che è l'ammontare dello smarrimento o perimento merci non assicurate o gli indennizzi/risarcimenti da conferire alla parte vincitrice se la società perde una causa legale (lanciata da singoli o in formato class action).

La formula è dunque Net Income = (Total Revenue + Gains) - (Total Expenses + Losses). La riga finale di questo statement viene detta "bottom line"; quest'ultima espressione indica in modo figurato i guadagni e perdite (profit and losses) di una società, e.g. "migliorare/incrementare la bottom line, influenzare/impattare sulla bottom line", oppure una decisione finale di fondo. Se il net income è positivo, si parla di net profit (profitto netto), altrimenti se le uscite superano le entrate si parla di net loss (perdita netta) e il valore, espresso con una valuta, è negativo.
L'Income Statement viene usato dai potenziali investitori in una società per capire quanti profitti genera e ai manager della società stessa per capire quali potenzialità sono offerte dai dati positivi (e.g. la possibilità di espandersi geograficamente, fare investimenti particolare, aumentare la produzione...). Nel caso in cui il net income sia basso, si possono effettuare delle contromosse come individuare le linee o dipartimenti poco performanti perché poco profittevoli/redditizi e chiuderli. Anche la concorrenza può consultare i report finanziari (incluso l'Income Statement) per capire i guadagni dell'azienda rivale. Negli Stati Uniti, una copia dell'Income Statement va consegnata alla Securities and Exchange Commission SEC.
Esistono due modi per svolgere i calcoli: metodo diretto e indiretto (il primo è il più usato).
Dividendo il net income per il valore totale della shareholders' equity, si ottiene un indicatore molto usato detto return on equity (ROE): return on equity = Net Income/Shareholders' Equity. Calcolando il ROE di più società simili e comparandoli, si può selezionare il migliore, cioè quello con il valore più alto.

## L'Annual Report e la CEO Letter
L'Annual Report ("rapporto annuale") è un documento standardizzato che descrive agli azionisti le condizioni finanziarie della società. La sua quantità di informazioni è comunque minore rispetto a tutto il contenuto del 10-K integrale. Nella prima parte, è presente una sorta di narrativa su tutte le operazioni svolte nell'anno passato e alcune previsioni sul futuro della compagnia. Il report è introdotto dalla CEO Letter to Shareholders, cioè la lettera dell'amministratore delegato agli azionisti, che è una sorta di introduzione e sunto del report. Ha il vantaggio di fare sentire la voce diretta dello Chief Executive Officer agli azionisti, ma l'informatività è sicuramente molto bassa sia perché è un testo introduttivo, sia perché il suo contenuto non ha lo stesso livello specialistico del contenuto del 10-K (ma il problema viene aggirato allegando una versione dei report finanziari dentro all'Annual Report) ed è fatto per mettere in buona luce la compagnia (chi lo scrive, che è proprio un top executive della compagnia stessa, non ha interessi a allontanare gli investitori). Di base, un rapporto informativo deve bilanciare un buon numero di informazioni quantitative (anche specialistiche) a un buon numero di informazioni qualitative (anche specialistiche) intorno ai dati quantitativi, a prescindere dalla spettacolarità dei grafici, foto, format e simili. Negli Stati Uniti, l'Annual Report viene prodotto obbligatoriamente dopo il crollo delle borse del 1929, si rilascia una volta all'anno come indica il nome stesso, viene inviato per via telematica al database EDGAR della SEC e accompagna il 10-K trimestrale. L'Annual Report, siccome è annuale, permette una visione più ampia della società, ma chiaramente non ha la stessa cadenza più frequente del 10-K.
Il contenuto preciso e standardizzato del report è il seguente:
- General corporate information (informazioni generali sulla compagnia)
- Operating and financial highlights (punti focali operativi e finanziari; "highlight" si può pensare come "punto che brilla")
- Letter to the shareholders from the CEO (lettera del CEO agli azionisti)
- Narrative text, graphics, and photos (testi narrativi, grafici e foto; questi elementi vari possono contribuire anche alla spettacolarità e alla resa estetica del report)
- Management's discussion and analysis MD&A (analisi e discussioni del management, dette "MD&A")
- Financial statements (report finanziari; di base, sono il foglio di bilancio, l'Income Statement e il Cash Flow Statement)
- Notes to the financial statements (note ai report finanziari)
- Auditor's report (report dei revisore)
- Summary of financial data (riassunto dei dati finanziari)
- Accounting policies (policy contabili)

Nel caso dei mutual fund statunitensi, l'Annual Report indica la lista delle 50 società con maggiore partecipazione finanziaria del fondo (top 50 list of holdings) e delle informazioni sulle partecipazioni in base al tipo di security, settore industriale, regione ecc. Indica anche le informazioni sul management (nomi e cognomi, età, informazioni sul loro mandato/"tenure" e la paga).

## Gli standard GAAP, IFRS e le differenze tra i due
I due più grandi standard contabili al mondo, come già accennato, sono il GAAP statunitense emesso dalla Financial Accounting Standards Board (FASB) e l'IFRS europeo emesso dalla International Accounting Standards Board (IASB). La maggiore differenza tra i due risiede nell'impostazione siccome il GAAP si basa su norme vere e proprie (rule-based), mentre l'IFRS si basa perlopiù su dei principi (principles-based).
La seconda grande differenza risiede nel metodo con cui sono calcolate le scorte (inventory): nel GAAP, in futuro non possono subire mutazioni e sversamenti in altre categorie (reversal) dopo che sono messe per iscritto, mentre nell'IFRS possono invece subire tali mutazioni se vengono rispettati i criteri che le permettono.
La terza riguarda il divieto negli IFRS del metodo contabile LIFO (last-in, first-out) per calcolare i costi delle scorte (inventory costs): l'unico metodo accettato è il FIFO (first-in, first-out). Nei GAAP, entrambi si possono usare.
Nel mondo, circa 120 paesi permettono o richiedono espressamente lo standard IFRS.
Una trattazione più approfondita parte comunque dalle associazioni che emettono questi standard e dal contenuto dei singoli standard insieme ai loro capisaldi.